# Croix de carrefour de Chappes
La croix de carrefour de Chappes est une croix située à Chappes, en France.

## Localisation
La croix est située sur la commune de Chappes, dans le département français de l'Allier.

## Historique
L'édifice est classé au titre des monuments historiques en 1902.